# Signum laudis
Signum laudis je československý barevný film natočený v roce 1980 režisérem Martinem Hollým. Podle scénáře k tomuto filmu napsal Vladimír Kalina stejnojmenný román.
Příběh se odehrává na ruské frontě na sklonku první světové války. Fanatický kaprál Hoferik (Vlado Müller) dobude a dočasně udrží nevýznamnou kótu, i když v těžké bitvě téměř celá jeho jednotka padne. Za to obdrží vysoké vyznamenání Signum laudis. Situace se ale mění, přichází nepřátelský protiútok a ukazuje se, že Hoferik je vojenskému vedení najednou na obtíž.